# Euastrum sublobatum
Euastrum sublobatum là một loài Song tinh tảo trong họ Desmidiaceae, thuộc chi Euastrum.